# کرکبی تورن
کرکبی تورن (به انگلیسی: Kirkby Thore) یک روستا و محله مدنی در بریتانیا است که در منطقه ادن واقع شده‌است. کرکبی تورن ۷۵۸ نفر جمعیت دارد.